# Zsófia román hercegnő
Zsófia román hercegnő (románul: Principesa Sofia a României), korábban németül: Sofia von Hohenzollern-Sigmaringen (Athén, 1957. október 29. –) a román királyi család tagja.

## Élete

A román királyi címer

Zsófia román hercegnő 1957-ben született Athénban. Szülei: I. Mihály román király és Anna Bourbon–parmai hercegnő, Románia címzetes királynéja. Négy leánytestvére van:
- Margit trónörökös hercegnő (1949)
- Ilona hercegnő (1950)
- Irén hercegnő (1953)
- Mária hercegnő (1964)

Egy gyermek édesanyja: Erzsébet-Mária Biarneix (1999).
A királyi hercegnői titulus használatát apja, I. Mihály volt román király 1988-ban megvonta tőle, mikor 31 éves korában – apja tiltása ellenére – hozzáment egy francia szélhámoshoz, Alain Biarneix-hez, aki a maga kreálta Michel de Laufenburg nemesi címmel kérkedett. Miután 2002-ben elváltak, az apja  megbocsátott, s így 2007-ben visszakapta a címét.
2011-ben a román királyi család I. Mihály döntése értelmében lemondott a Hohenzollern-házhoz fűződő minden történelmi és dinasztikus kapcsolatáról, ezzel egyidejűleg a Hohenzollern–Sigmaringen-ház román ágának neve Romániai-házra változott. Ezzel Mihály a nagyapja, I. Ferdinánd román király 1921-es döntését erősítette meg, amellyel a román királyi család nemzeti jellegét és függetlenségét kívánta hangsúlyozni.

## Külső hivatkozások
- A királyi család hivatalos honlapja